# Лазарос Лоїзідіс
Лазарос Лоїзідіс (грец. Λάζαρος Λοϊζίδης; нар. 16 грудня 1976, Талди-Курган, Алматинська область, Казахська РСР) — грецький борець вільного стилю, дворазовий бронзовий призер чемпіонатів Європи, учасник двох Олімпійських ігор.

## Біографія
Боротьбою почав займатися з 1983 року. Бронзовий призер Чемпіонату світу 1994 року серед юніорів. Виступав за борцівський клуб «Геракліс» Салоніки. Старший брат борця вільного стилю Ніколаоса Лоїзідіса. — призера юніорських першостей Європи і світу, учасника Олімпійських ігор 2000 року в Сіднеї.

## Спортивні результати на міжнародних змаганнях

### Виступи на Олімпіадах
| Змагання                    | Збірна | Вагова категорія          | Місце |
| --------------------------- | ------ | ------------------------- | ----- |
| Літні Олімпійські ігри 1996 | Греція | вільна боротьба, до 74 кг | 20    |
| Літні Олімпійські ігри 2004 | Греція | вільна боротьба, до 84 кг | 6     |

### Виступи на Чемпіонатах світу
| Змагання                        | Збірна | Вагова категорія          | Місце |
| ------------------------------- | ------ | ------------------------- | ----- |
| Чемпіонат світу з боротьби 1997 | Греція | вільна боротьба, до 76 кг | 18    |
| Чемпіонат світу з боротьби 1999 | Греція | вільна боротьба, до 76 кг | 28    |
| Чемпіонат світу з боротьби 2001 | Греція | вільна боротьба, до 85 кг | 9     |
| Чемпіонат світу з боротьби 2002 | Греція | вільна боротьба, до 84 кг | 11    |
| Чемпіонат світу з боротьби 2003 | Греція | вільна боротьба, до 84 кг | 15    |
| Чемпіонат світу з боротьби 2007 | Греція | вільна боротьба, до 84 кг | 9     |

### Виступи на Чемпіонатах Європи
| Змагання                         | Збірна | Вагова категорія          | Місце  |
| -------------------------------- | ------ | ------------------------- | ------ |
| Чемпіонат Європи з боротьби 1995 | Греція | вільна боротьба, до 74 кг | 9      |
| Чемпіонат Європи з боротьби 1996 | Греція | вільна боротьба, до 74 кг | 6      |
| Чемпіонат Європи з боротьби 1997 | Греція | вільна боротьба, до 76 кг | 16     |
| Чемпіонат Європи з боротьби 1999 | Греція | вільна боротьба, до 85 кг | 6      |
| Чемпіонат Європи з боротьби 2000 | Греція | вільна боротьба, до 85 кг | 12     |
| Чемпіонат Європи з боротьби 2001 | Греція | вільна боротьба, до 85 кг | 11     |
| Чемпіонат Європи з боротьби 2002 | Греція | вільна боротьба, до 84 кг | 6      |
| Чемпіонат Європи з боротьби 2003 | Греція | вільна боротьба, до 84 кг | 5      |
| Чемпіонат Європи з боротьби 2004 | Греція | вільна боротьба, до 84 кг | Бронза |
| Чемпіонат Європи з боротьби 2005 | Греція | вільна боротьба, до 84 кг | Бронза |
| Чемпіонат Європи з боротьби 2006 | Греція | вільна боротьба, до 84 кг | 13     |
| Чемпіонат Європи з боротьби 2007 | Греція | вільна боротьба, до 84 кг | 18     |

### Виступи на інших змаганнях
| Змагання                                                      | Збірна | Вагова категорія          | Місце  |
| ------------------------------------------------------------- | ------ | ------------------------- | ------ |
| Середземноморські ігри 1997                                   | Греція | вільна боротьба, до 76 кг | Срібло |
| Гран-прі Німеччини з боротьби 1999                            | Греція | вільна боротьба, до 76 кг | 7      |
| Олімпійський кваліфікаційний турнір з боротьби 2000 (Лейпциг) | Греція | вільна боротьба, до 76 кг | 24     |
| Гран-прі Німеччини з боротьби 2001                            | Греція | вільна боротьба, до 85 кг | 9      |
| Середземноморські ігри 2001                                   | Греція | вільна боротьба, до 85 кг | Срібло |
| Гран-прі Німеччини з боротьби 2002                            | Греція | вільна боротьба, до 84 кг | Золото |
| Середземноморські ігри 2005                                   | Греція | вільна боротьба, до 84 кг | Срібло |
| Олімпійський кваліфікаційний турнір з боротьби 2008 (Мартіні) | Греція | вільна боротьба, до 84 кг | 14     |
| Олімпійський кваліфікаційний турнір з боротьби 2008 (Варшава) | Греція | вільна боротьба, до 84 кг | 13     |

### Виступи на змаганнях молодших вікових груп
| Змагання                                       | Збірна | Вагова категорія          | Місце  |
| ---------------------------------------------- | ------ | ------------------------- | ------ |
| Чемпіонат Європи з боротьби серед юніорів 1993 | Греція | вільна боротьба, до 81 кг | 5      |
| Чемпіонат світу з боротьби серед юніорів 1994  | Греція | вільна боротьба, до 74 кг | Бронза |
| Чемпіонат світу з боротьби серед молоді 1995   | Греція | вільна боротьба, до 74 кг | 15     |